# Поповичове (заказник)
Попо́вичове — гідрологічний заказник місцевого значення в Україні. Розташований у межах Комарівської громади Ніжинського району Чернігівської області, на захід від села Ховми. 
Площа 11 га. Статус присвоєно згідно з рішенням Чернігвського облвиконкому від 27.12.1984 року № 454; від 28.08.1989 року № 164. Перебуває у віданні ДП «Борзнянське лісове господарство» (Берестовецьке л-во, кв. 122, 124, 125). 
Статус присвоєно для збереження лучно-болотного природного комплексу, розташованого серед лісового масиву, в якому зростають вільха, дуб, сосна.
Екосистема заказника являє собою низинне осокове болото в заплаві річки Десна. Заказник має важливе значення як регулятор водного режиму її басейну і рівня ґрунтових вод прилеглих територій.